# Maria Estela Kubitschek
Maria Estela Lemos Kubitschek de Oliveira Lopes (Montes Claros, 10 de dezembro de 1942) é uma arquiteta e política brasileira.

## Biografia
Maria Estela é filha adotiva do ex-presidente do Brasil Juscelino Kubitschek e Sarah Kubitschek. Foi adotada aos 5 anos de idade, pois seus pais biológicos não possuíam condições de criá-la junto de seus outros dez irmãos, que também foram entregues a outras famílias de Minas Gerais. Maria Estela era a quarta filha, dos onze filhos do casal Oswaldo e Judith, que viviam em extrema condição de pobreza, em Montes Claros. Apesar de ter sido levada para a capital ao ser adotada, e ter crescido com uma excelente educação em um ambiente muito rico, jamais esqueceu suas origens, e manteve contato com os pais e os irmãos, dizendo-se privilegiada por ter dois pais, duas mães e muitos irmãos. Assim como seus irmãos, foi registrada oficialmente como filha dos pais adotivos. Maria Estela jamais se sentiu rejeitada por ser adotiva e que inicialmente chamava os pais de criação de padrinhos. Maria Estela era muito ligada a sua irmã de criação, Márcia, a quem considerava de fato sua irmã verdadeira e sobretudo, sua melhor amiga, já que se davam muito bem. Também JK e Sarah nunca a diferenciaram de Márcia.
Em 12 de julho de 1962, desposou o engenheiro Rodrigo Lopes, filho de Lucas Lopes, ex-ministro da Fazenda, com quem teve três filhos: Jussarah, João César e Marta Maria. Mudou-se para o Rio de Janeiro, onde estudou arquitetura na Universidade Santa Úrsula.
Com o passar dos anos se tornou o braço direito de sua mãe na construção do Memorial JK, e na época que seu pai estava exilado, ela o ajudou na rescisão de seus bens, que o governo iria confiscar.
Maria Estela tem se dedicado à manutenção do Memorial JK em Brasília. Nas eleições 2006, Maria Estela, que é filiada ao Partido da Social Democracia Brasileira (PSDB), concorreu a vice-governadora do estado do Rio de Janeiro na chapa de Eduardo Paes.
No ano de 2024, passou a ser parte da direção municipal do PSDB do Rio de Janeiro.